# 2000
2000. је била преступна година.

## Догађаји

### Јануар
- 10. јануар — 19 српских опозиционих странака формирало коалицију под називом Демократска опозиција Србије — ДОС.
- 15. јануар — У холу београдског хотела „Интерконтинентал“ убијен Жељко Ражнатовић Аркан, а поред њега страдале још две особе.
- 30. јануар — Цијанид који се излио из румунског рудника Баја Маре у притоке реке Тисе, Лапош и Самош, а потом у Дунав, изазвао еколошку катастрофу. У речни слив испуштено 120 тона цијанида и 20.000 тона талога који садржи тешке метале.

### Фебруар
- 7. фебруар — У Београду убијен министар одбране СР Југославије, Павле Булатовић.
- 17. фебруар — На Четвртом конгресу Социјалистичке партије Србије, Слободан Милошевић поново изабран за лидера партије.

### Април
- 14. април — На београдском Тргу Републике, ДОС одржао први митинг пред око 100.000 грађана. Упућен захтев за организовање слободних југословенских избора.
- 25. април — У Београду убијен Жика Петровић, генерални директор Југословенског аеротранспорта.

### Мај
- 7. мај — Владимир Путин изабран за другог председника Русије.
- 13. мај — Приликом посете пољопривредном сајму у Новом Саду, убијен Бошко Перошевић — тадашњи председник Извршног већа АП Војводине.

### Јун
- 7. јун — У атентату у Бијељини убијен Љубиша Савић Маузер, ратни командант Гарде Пантери ВРС
- 15. јун — На лидера Српског покрета обнове, Вука Драшковића, у Будви покушан атентат.

### Јул
- 2. јул — Кандидат Странке националне акције и Зелене странке Висенте Фокс победио је на председничким изборима у Мексику, чиме је окончана владавина Институционалне револуционарне партије, која је била на власти од 1929. године.
- 6. јул — Скупштина СРЈ усвојила амандмане на савезни Устав, којима је предвиђено да се савезни председник бира на непосредним изборима.
- 14. јул — 25 година по завршетку Вијетнамског рата САД и Вијетнам склопили трговински споразум, који је Вијетнаму отворио врата Светске трговинске организације.
- 25. јул — Суперсонични авион "конкорд" компаније Ер Франс срушио се близу Париза непосредно по полетању, при чему је погинуло 109 путника и чланова посаде и четири особе на земљи.
- 27. јул — Расписани редовни избори за савезни парламент, локалну самоуправу Србије, и ванредни избори за председника Југославије за 24. септембар Милошевић истакнут као кандидат владајуће коалиције.

### Август
- 6. август — Српски покрет обнове за свог председничког кандидата изабрао Војислава Михаиловића. Српска радикална странка за свог кандидата изабрала Томислава Николића.
- 7. август — За председничког кандидата Демократске опозиције Србије истакнут Војислав Коштуница.
- 12. август — У Баренцовом мору потонула је руска нуклеарна подморница Курск, после две експлозије узроковане кваром, у којој је погинуло свих 118 чланова посаде.
- 25. август — У Београду нестао Иван Стамболић, некадашњи председник Председништва Србије. Тек две и по године касније, установљено је да је Стамболић истог дана када је отет, одведен на Фрушку гору где је убијен и закопан у једну јаму.

### Септембар
- 24. септембар — Одржани редовни избори за Скупштину Савезне Републике Југославије, локалну самоуправу Србије, и ванредни избори за председника СР Југославије. Кандидат Демократске опозиције Србије, Војислав Коштуница, убедљиво победио кандидата левице и тадашњег шефа државе - Слободана Милошевића. Међутим, изборна комисија објавила да Коштуница није освојио више од 50% гласова, тј. да се мора одржати други круг. Широм Србије избили протести.
- 28. септембар — Избила је Друга интифада након посете Аријела Шарона јерусалимском Старом граду.

### Октобар
- 1. октобар — На олимпијским играма у Сиднеју, одбојкашка репрезентација Југославије освојила златну медаљу.
- 5. октобар — Због упорног одбијања власти да призна пораз у првом кругу на савезним председничким изборима, више стотина хиљада људи из Србије и Црне Горе протестовало у Београду што је завршило признањем пораза на изборима.
- 6. октобар — Посредством телевизије, Милошевић признаје победу Коштунице.
- 7. октобар — На седници савезног парламента, одржаној у Сава-центру, Војислав Коштуница ступио на дужност председника СР Југославије.
- 19. октобар — Међународни суд за ратне злочине у Руанди осудио је бившег премијера Руанде Жана Камбанду на доживотни затвор због геноцида почињеног 1994, када је убијено око пола милиона припадника племена Тутси и Хуту.
- 24. октобар — Формирана прелазна Влада Србије, у чији састав су ушли представници ДОС-а, СПС-а, и СПО-а.

### Новембар
• 1. новембар — СР Југославија постала      чланица Уједињених Нација.
- 2. новембар — Руски космонаути Сергеј Крикаљов и Јуриј Гидзенко и амерички астронаут Вилијам Шеперд су постали прва стална посада која је стигла на Међународну свемирску станицу.
- 4. новембар — Изабрана нова Влада СР Југославије, коју су саставили ДОС и црногорска Социјалистичка народна партија. За премијера изабран Зоран Жижић, функционер СНП-а.
- 7. новембар — Председнички избори у САД: Без проглашења победника, што је изазвало контроверзно поновно бројање гласова на Флориди.
  - Суд у Мајамију донео пресуду по коме највеће америчке компаније за производњу цигарета морају платити 145 милијади долара на име одштете пушачима са Флориде због угрожавања здравља.
- 12. новембар — Сједињене Државе признале Савезну Републику Југославију.

### Децембар
- 12. децембар — Буш против Гора: Врховни суд Сједињених Држава пресудио је да се прекине поновно бројање гласова председничких избора на Флориди и потврде оригинални резултати, чиме је Џорџ В. Буш проглашен за победника америчких председничких избора.
- 23. децембар — ДОС на ванредним скупштинским изборима у Србији осваја 176 посланичких места.
- 31. децембар — Саудијска Арабија, Кувајт, Бахреин, Катар, Оман и Уједињени Арапски Емирати, чланице Савета за сарадњу у Заливу, потписале пакт о заједничкој одбрани по којем се напад на једну од земаља-чланица сматра нападом на све.

## Рођења

### Јануар
- 8. јануар — Алекса Милојевић, српски фудбалер[1]
- 8. јануар — Ноа Сајрус, америчка певачица и глумица[2]
- 20. јануар — Аријан Лакић, српски кошаркаш[3]
- 24. јануар — Стефан Сантрач, босанскохерцеговачки фудбалер[4]
- 26. јануар — Даријус Гарланд, амерички кошаркаш[5]
- 28. јануар — Душан Влаховић, српски фудбалер[6]
- 29. јануар — Редмонд Џерард, амерички сноубордер

### Фебруар
- 1. фебруар — Маша Јанковић, српска кошаркашица[7]
- 12. фебруар — Марко Пецарски, српски кошаркаш[8]
- 29. фебруар — Тајрис Халибертон, амерички кошаркаш[9]

### Март
- 4. март — Далибор Илић, српско-босанскохерцеговачки кошаркаш[10]
- 5. март — Милош Гордић, српски фудбалски голман[11]
- 10. март — Роко Блажевић, хрватски певач
- 15. март — Кристијан Костов, руски и бугарски певач
- 21. март — Џејс Норман, амерички глумац[12]
- 23. март — Светозар Марковић, српски фудбалер[13]
- 25. март — Иван Докић, српски фудбалер[14]
- 25. март — Марко Конатар, српски фудбалер[15]
- 25. март — Џејдон Санчо, енглески фудбалер[16]
- 27. март — Хале Бејли, америчка певачица и глумица[17]

### Април
- 5. април — Никола Крстовић, црногорски фудбалер[18]
- 8. април — Лука Церовина, српски кошаркаш[19]
- 15. април — Филип Петрушев, српски кошаркаш[20]
- 21. април — Игор Дробњак, црногорски кошаркаш[21]
- 25. април — Марко Ракоњац, црногорски фудбалер[22]
- 30. април — Алексеј Бјелогрлић, српски глумац[23]

### Мај
- 1. мај — Балша Копривица, српски кошаркаш[24]
- 24. мај — Ања Цревар, српска пливачица
- 26. мај — Теодора Ињац, српска шахисткиња

### Јун
- 2. јун — Лилимар Ернандез, америчка глумица[25]
- 16. јун — Бјанка Андреску, канадска тенисерка[26]
- 18. јун — Ибрахим Мустафа, гански фудбалер[27]

### Јул
- 6. јул — Зајон Вилијамсон, амерички кошаркаш[28]
- 12. јул — Винисијус Жуниор, бразилски фудбалер[29]
- 15. јул — Армин Ђерлек, српски фудбалер[30]
- 19. јул — Зоран Пауновић, српски кошаркаш[31]
- 21. јул — Ерлинг Бравт Холанд, норвешки фудбалер[32]
- 25. јул — Мег Донели, америчка глумица[33]

### Август
- 8. август — Феликс Оже Алијасим, канадски тенисер[34]
- 8. август — Златан Шеховић, српски фудбалер[35]
- 17. август — Лил Памп, амерички хип хоп музичар
- 18. август — Ален Смаилагић, српски кошаркаш[36]

### Септембар
- 28. септембар — Никола Терзић, српски фудбалер[37]

### Октобар
- 1. октобар — Кале Рованпере, фински аутомобилиста.
- 6. октобар — Адисон Реј, америчка певачица, плесачица и глумица[38]
- 12. октобар — Матеја Масларевић, српски фудбалер[39]
- 31. октобар — Вилоу Смит, америчка музичарка, музичка продуценткиња и глумица[40]

### Новембар
- 1. новембар — Џозефина Зец, хрватско-америчка певачица
- 2. новембар — Алфонсо Дејвис, канадски фудбалер[41]
- 7. новембар — Калум Хадсон-Одои, енглески фудбалер
- 25. новембар — Лара Лука, српска ватерполисткиња
- 25. новембар — Ричард Одада, кенијски фудбалер[42]

### Децембар
- 5. децембар — Жељко Гаврић, српски фудбалер[43]
- 5. децембар — Урош Трифуновић, српски кошаркаш[44]
- 15. децембар — Лука Грбић, српски глумац[45]
- 17. децембар — Весли Фофана, француски фудбалер[46]
- 21. децембар — Јам Мадар, израелски кошаркаш[47]
- 22. децембар — Џошуа Басет, амерички глумац и певач[48]

## Смрти

### Јануар
- 2. јануар — Марија Мерседес од Бурбона-Две Сицилије, мајка краља Хуана Карлоса од Шпаније. (*1910)
- 4. јануар — Слободан Стојановић, српски драматург. (*1937)
- 6. јануар — Едвард Пејн, аустралијски веслач. (*1925)[49]
- 12. јануар — Никола Милић, српски глумац. (*1924)[50]
- 13. јануар — Јон Јунгрен, шведски атлетичар. (*1919)[51]
- 15. јануар — Жељко Ражнатовић Аркан, српски криминалац, политичар и паравојни вођа. (*1952)[52]
- 16. јануар — Никола Граовац, српски сликар. (*1907)
- 19. јануар:
  - Бетино Кракси, италијански политичар. (*1934)
  - Хеди Ламар, америчка глумица. (*1914)[53]
  - Војислав Деспотов, српски песник (*1950)
  - Фредерик Херцберг, амерички психолог. (*1923)
  - Антонио Ернандез Паласиос, шпански цртач стрипова. (*1921)
- 20. јануар — Славко Јаневски, македонски књижевник, сценарист и сликар. (*1920)[54]
- 23. јануар — Александар Христовски, македонски песник и преводилац. (*1933)
- 24. јануар — Милош Жанко, југословенски политичар. (*1915)
- 26. јануар — Дон Баџ, амерички тенисер. (*1915)[55]
- 27. јануар — Младен Црнобрња, југословенски и хрватски глумац. (*1939)[56]
- 28. јануар — Милка Куфрин, народни херој Југославије. (*1921)

### Фебруар
- 2. фебруар — Драган Зарић, српски глумац. (*1942)[57]
- 7. фебруар
  - Биг Пан, амерички репер (*1971)[58]
  - Павле Булатовић, југословенски политичар. (*1948)
  - Милдред Вајли, америчка атлетичарка. (*1901)[59]
- 8. фебруар — Јон Георге Маурер, румунски политичар. (*1902)
- 12. фебруар — Чарлс Шулц, амерички аутор стрипа. (*1922)
- 14. фебруар:
  - Антун Налис, хрватски и југословенски глумац. (*1911)[60]
  - Војин Драшкоци, српски музичар, контрабасиста, композитор, аранжер и музички педагог. (*1945)
- 19. фебруар — Фриденсрајх Хундертвасер, аустријски уметник. (*1928)
- 23. фебруар:
  - Стенли Метјуз, енглески фудбалер. (*1915)
  - Офра Хаза, израелска певачица. (*1957)[61]
- 24. фебруар — Борис Зајцев, совјетски и руски хокејаш на леду. (*1937)[62]
- 26. фебруар:
  - Ђована Савојска, краљица Бугарске. (*1907)
  - Милица Дунђерски, српска спортисткиња. (*1914)
- 29. фебруар — Карен Хоф, данска кајакашица. (*1921)[63]

### Март
- 1. март:
  - Властимир Перичић, српски композитор. (*1927)[64]
  - Марк Јевтјукин, руски херој. (*1964)
- 2. март — Борис Андрушевић, српски и југословенски глумац. (*1932)[65]
- 3. март — Мила Качић, словеначка и југословенска певачица и глумица. (*1912)[66]
- 5. март:
  - Лоло Ферари, француска порнографска глумица, стриптизета и певачица. (*1963)[67]
  - Кенет Џон Барвајс, амерички математичар, филозоф и логичар. (*1942)
- 9. фебруар — Ђурађ Предојевић, народни херој Југославије. (*1915)
- 10. март — Комнен Церовић, народни херој Југославије. (*1916)
- 12. март — Александар Николић, српски и југословенски кошаркаш и тренер. (*1924)[68]
- 17. март — Круно Валентић, хрватски и југословенски глумац. (*1932)[69]
- 18. март — Јелена Шантић, српска балерина. (*1944)
- 22. март — Радомир Божовић, народни херој Југославије. (*1915)
- 26. март — Душан Пекић, српски глумац. (*1980)
- 30. март — Рудолф Кирхшлегер, аустријски политичар. (*1915)

### Април
- 6. април — Хабиб Бургиба, тунижански политичар. (*1903)[70]
- 8. април — Клер Тревор, америчка глумица. (*1910)[71]
- 11. април — Драгиша Пењин, српски песник и новинар. (*1925)[72]
- 13. април:
  - Ђорђо Басани, италијански књижевник. (*1916)
  - Богдан Михаиловић, српски и југословенски глумац. (*1940)[73]
- 15. април — Јонче Христовски, македонски певач, композитор и текстописац. (*1931)
- 17. април — Владимир Пантелеј, совјетски и украјински атлетичар. (*1945)
- 23. април — Фрањо Рупник, југословенски фудбалер. (*1921)[74]
- 24. април — Слободан Милић, српски уметник. (*1938)[75]
- 25. април — Жика Петровић, српски предузетник. (*1939)

### Мај
- 1. мај — Стив Ривс, амерички бодибилдер и глумац. (*1926)[76]
- 5. мај — Ђино Бартали, италијански бициклиста. (*1914)
- 6. мај — Божидар Тимотијевић, српски књижевник, песник и новинар. (*1932)[77]
- 11. мај — Душан Перковић, српски глумац. (*1926)
- 13. мај — Бошко Перошевић, српски политичар. (*1956)
- 15. мај — Алфред Кучевски, совјетски хокејаш на леду. (*1931)[78]
- 17. мај — Нестор Ворническу, румунски митрополит. (*1927)
- 21. мај — Џон Гилгуд, енглески глумац. (*1904)[79]
- 26. јун — Јевта Аздејковић, српски уметник. (*1924)
- 29. мај — Ђоко Јованић, генерал ЈНА и народни херој. (*1917)

### Јун
- 6. јун — Хокан Лидман, шведски атлетичар. (*1915)[80]
- 7. јун — Љубиша Савић Маузер, ратни командант Гарде Пантери ВРС (*1958)
- 10. јун — Хафиз ел Асад, сиријски државник. (*1930)
- 13. јун — Војислав Бјењаш, српски монтажер и редитељ. (*1923)[81]
- 15. јун:
  - Никола Видовић, народни херој Југославије. (*1917)
  - Марија До Кармо Жеронимо, последњи роб у Бразилу. (*1871)
- 22. јун — Радивоје Јовановић, народни херој Југославије. (*1918)
- 26. јун — Корнељу Манеску, румунски политичар. (*1916)
- 28. јун — Бранко Боначи, хрватски и југословенски глумац. (*1920)[82]
- 29. јун — Милка Минић, учесница Народноослободилачке борбе. (*1915)

### Јул
- 1. јул — Волтер Матау, амерички глумац. (*1920)[83]
- 4. јул — Густав Херлинг-Груђински, пољски књижевник. (*1919)[84]
- 5. јул — Предраг Владисављевић, југословенски политичар. (*1919)
- 6. јул — Лазар Колишевски, југословенски политичар. (*1914)
- 8. јул — Никола Херцигоња, српски композитор. (*1911)
- 10. јул:
  - Никола Лекић, српски новинар, књижевник, уредник, сценариста и ликовни уметник. (*1925)
  - Љубомир Марковић, српски књижевник и историчар. (*1934)
- 12. јул — принц Томислав Карађорђевић, син краља Александра. (*1928)
- 21. јул — Станојло Рајичић, српски и југословенски композитор и педагог. (*1910)[85]
- 22. јул — Клод Соте, француски редитељ и сценариста. (*1924)[86]
- 23. јул — Ахмад Шамлу, ирански песник, писац и новинар. (*1925)
- 24. јул:
  - Анатолиј Фирсов, совјетски и руски хокејаш на леду. (*1941)[87]
  - Србољуб Станковић, српски и југословенски редитељ и сценариста. (*1921)[88]
- 25. август — Карл Баркс, амерички илустратор. (*1901)
- 28. јул — Душан Бркић, српски правник и учесник Народноослободилачке борбе. (*1913)
- 29. јул:
  - Светозар Стијовић, српски лингвиста. (*1939)[89]
  - Рене Фавалоро, аргентински хирург. (*1923)
  - Раде М. Николић, српски књижевник, новинар и публициста. (*1928)

### Август
- 5. август — Алек Гинис, енглески глумац. (*1914)[90]
- 7. август — Инге Нилсон, шведски атлетичар. (*1918)
- 10. август — Вук Трнавски, српски новинар и песник. (*1917)
- 12. август — Лорета Јанг, америчка глумица. (*1913)[91]
- 15. август — Ена Беговић, хрватска глумица. (* 1960)[92]
- 17. август — Ерих Борхмајер, немачки атлетичар. (*1905)[93]
- 23. август:
  - Мића Томић, српски и југословенски глумац. (*1920)[94]
  - Душан Јевтовић, српски сликар и професор. (*1951)
- 25. август — Иван Стамболић, српски политичар. (*1936)
- 29. август — Марко Тодоровић, српски глумац. (*1929)[95]
- 31. август — Владимир Каплан, играч дама. (*1925)

### Септембар
- 2. септембар — Лепа Перовић, учесница Народноослободилачке борбе. (*1911)
- 20. септембар:
  - Герман Титов, совјетски космонаут. (*1935)[96]
  - Станислав Стратијев, бугарски књижевник, драматург и сценариста. (*1941)
- 21. септембар — Огњен Петровић, југословенски фудбалер. (*1948)[97]
- 28. септембар — Пјер Трудо, канадски политичар. (*1919)
- 29. септембар — Видоје Жарковић, југословенски политичар. (*1927)

### Октобар
- 5. октобар — Слободан Велимировић, српски глумац. (*1927)[98]
- 6. октобар — Ричард Фарнсворт, амерички глумац. (*1920)[99]
- 10. октобар — Сиримаво Бандаранаике, шриланканска политичарка. (*1916)[100]
- 11. октобар:
  - Матија Љубек, хрватски кануист. (*1953)[101]
  - Радојица Милосављевић, српски диригент. (*1926)
- 15. октобар — Конрад Емил Блох, немачки биохемичар. (*1912)
- 16. октобар — Милан Курепа, српски физичар. (*1933)[102]
- 21. октобар — Дирк Стројк, холандски математичар. (*1894)[103]
- 23. октобар — Силвио Ното, италијански глумац. (*1925)
- 28. октобар — Александар Петковић, српски и југословенски сниматељ. (*1929)[104]
- 30. октобар — Александар Флашар, професор новосадског универзитета. (*1926)

### Новембар
- 1. новембар — Стивен Рансиман, енглески историчар. (*1903)
- 7. новембар — Ингрид од Шведске, краљица Данске. (*1910)
- 17. новембар — Луј Нел, француски физичар и нобеловац 1970. (*1904)[105]
- 22. новембар — Емил Затопек, чешки атлетичар. (*1922)

### Децембар
- 1. децембар — Ета Бортолаци, хрватска и југословенска глумица. (*1926)[106]
- 3. децембар — Миклош Сабо, мађарски атлетичар. (*1908)[107]
- 6. децембар:
  - Светозар Вукмановић, један од оснивача ЈСД Партизан и народни херој. (*1912)
  - Лазар Аџић, српски архимандрит. (*1948)
- 8. децембар — Милић од Мачве, српски сликар надреалиста. (*1934)
- 13. децембар — Џавид Нимани, учесник Народноослободилачке борбе. (*1919)
- 15. децембар:
  - Харис Бркић, југословенски кошаркаш. (*1974)
  - Џорџ Алкок, енглески астроном. (*1912)
- 19. децембар:
  - Коломан Трчка, југословенски трговац, планинар и фотограф. (*1909)
  - Вера Дедовић, српска глумица. (*1969)
- 20. децембар
  - Рудолф Филиповић, хрватски лингвист. (*1916)
  - Марислав Радисављевић, српски редитељ, театролог и културни радник. (*1940)
- 23. децембар — Драгољуб Сандић, српски сликар. (*1951)
- 24. децембар — Хелена Пајовић, српска клизачица. (*1979)
- 25. децембар — Лидија Шентјурц, словеначка политичарка и народни херој Југославије. (*1911)

## Дани сећања
- 30. јануар — Поводом Дана холокауста више стотина неонациста демонстрирало у Берлину и прошло кроз Бранденбуршку капију подсећајући на време када су нацисти у Немачкој били на власти.

## Нобелове награде
- Физика — Жорес Иванович Алферов и Херберт Кремер; Џек Килби
- Хемија — Алан Џ. Хигер, Алан Џ. Макдајармид, Хидеки Ширакава (白川英樹)
- Медицина — Арвид Карлсон, Пол Грингард и Ерик Р. Кандел
- Књижевност — Гао Сингђен
- Мир — Председник Ким Дае-Јунг (金大中) (Јужна Кореја)
- Економија — Џејмс Хекман и Данијел Макфаден (САД)